# Kirikou és a boszorkány
A Kirikou és a boszorkány (eredeti cím: Kirikou et la sorcière) 1998-ban bemutatott francia rajzfilm, amelynek a rendezője és az írója Michel Ocelot, a producere Didier Brunner, a zeneszerzője Youssou N'Dour. A mozifilm a France 3 Cinéma, a Les Armateurs, a Monipoly Productions, az Odec Kid Cartoons, a Rija Studio, a Studio O és a Trans Europe Film gyártásában készült, a Gébéka Films forgalmazásában jelent meg. Műfaját tekintve fantasyfilm. 
Franciaországban 1998. december 9-én mutatták be, Magyarországon pedig 2001. április 26-án.
A film története tradicionális afrikai néphagyományok, hiedelmek és mesék alapján készült.

## Cselekmény
Kirikouról, az afrikai kisfiúról már születése pillanatában kiderül, hogy nem mindennapi teremtés. Azonnal tud beszélni, járni és rögtön felfogja, hogy szülőfaluja elkeserítő helyzetbe jutott. A nyomorúság okozója Karaba, a boszorkány, aki elapasztotta az éltető forrásokat, eltünteti a férfiakat, és minden módon sanyargatja az embereket. A kis Kirikou vállalkozik rá, hogy megmenti szülőfaluját a pusztulástól. De mielőtt harcba indul, szeretné megfejteni, hogy mitől ilyen gonosz a boszorkány? A választ bölcs öregapjától tudja meg és ez el is dönti a harcmodort...

## Szereplők
| Szereplő | Eredeti hang       | Magyar hang     |
| --- | ------------------ | --------------- |
| Kirikou kisgyerekként | Doudou Gueye Thiaw | Baradlay Viktor |
| Karaba | Awa Sene Sarr      | Kiss Eszter     |
| Kirikou anyja | Maimouna N’Diaye   | Németh Borbála  |
| Nagyapa | Robert Liensol     | Versényi László |
| Kirikou fiatalemberként | William Nadylam    | Welker Gábor    |
| Nagybácsi | Thilombo Lubambu   | Viczián Ottó    |
| További magyar hangok |                    |                 |
| Czető Roland, Czető Zsanett, Kárpáti Levente, Makay Sándor, Mánya Zsófia, Martin Márta, Nagy Máté, Skolnik Rudolf, Stukovszky Tamás |                    |                 |